# Genge
Sous-genres
Ghipuka, gengetone
Genres associés
Boomba, rap kapuka
Le genge est un sous-genre musical de hip-hop ayant émergé au Kenya dans les années 1990.

## Histoire
Un des initiateurs du genge est le producteur Clement « Clemo » Rapudo, propriétaire du label Calif Records. Le genre est ensuite popularisé par des rappeurs comme Jua Cali (en), Nonini (en), Size 8 (en) ou Jimw@t (en). Le genge (un groupe de gens en sheng, l’argot local) se caractérise par un mélange de hip-hop, notamment pour la diction, et de dancehall et de divers styles africains pour la musique. Les textes en sheng ou en swahili utilisent le phrasé et les intonations des conversations en sheng. Le genge peut être considéré comme un sous-genre du hip-hop kényan, avec le boomba et le rap kapuka.
Le genge a donné lui-même naissance à de nouveaux sous-genres, tels que le gengetone lancé a priori en 2018 par le groupe Ethic Entertainment, un boys band basé à Umoja, et ce par sa première chanson, Lamba Lolo (que l'on peut traduire en Léche la sucette). Pour le journal Le Monde en 2023, c'est une des déclinaisons du genge, mélangé là encore à des influences dancehall et reggaeton, par des adolescents des ghettos de Nairobi. Les paroles font la part belle au sexe, aux drogues, à l’alcool et aux armes, le tout dans un nouveau langage, le shembeteng, sorte de verlan issu du sheng.

## Artistes notables
Les artistes de Genge les plus notables sont : 
- Nonini (en), considéré comme un des cent kenyans les plus influents ;
- Size 8 (en), une des rares femmes de ce milieu et ayant une carrière internationale ;
- P-Unit (en) ;
- Jua Cali (en), artiste le mieux payé du pays ;
- Flexx ;
- Jimw@t (en), de la jeune génération ;
- Rat-a-tat ;
- Lady S ;
- Pili Pili (en).